# 东平滨湖国家湿地公园
35°56′52″N 116°16′52″E / 35.947787°N 116.281046°E
东平滨湖国家湿地公园是东平县西部的一个国家级湿地公园，位于东平湖东部的东平湖湿地中，建立于2016年初，其前身为东平湖省级湿地公园。
东平湖湿地为大型湖湾湿地，南起大清河入湖口，北至老湖镇旅游码头。有三十种国家I、II级保护动物。